# Galgberget, Södermalm

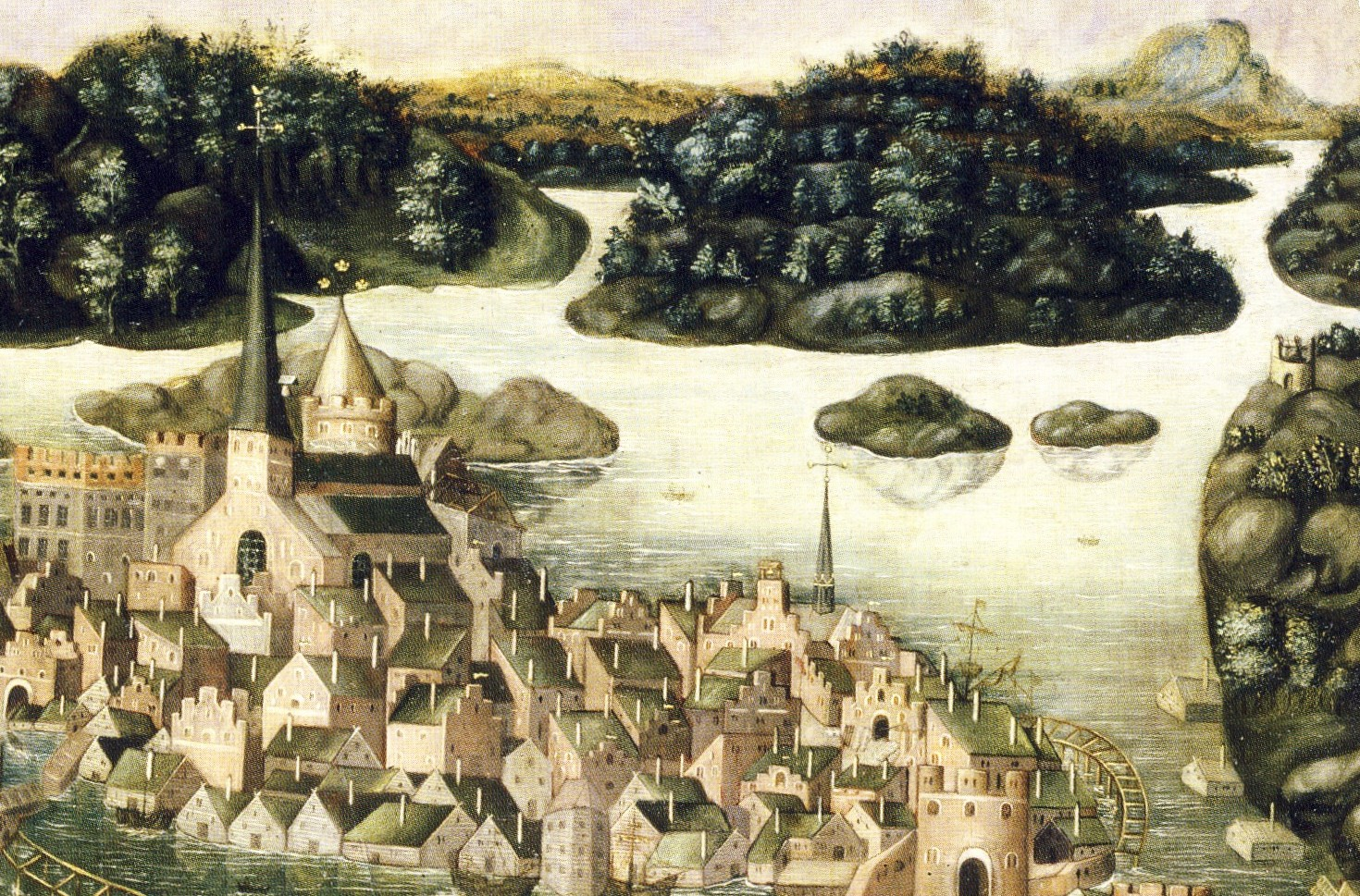
Del av Vädersolstavlan från 1535 med galgen (det lilla tornet) på Södermalm längst till höger.

Galgberget på Södermalm var Stockholms galgbacke under större delen av 1500- och 1600-talen. 

## Historik

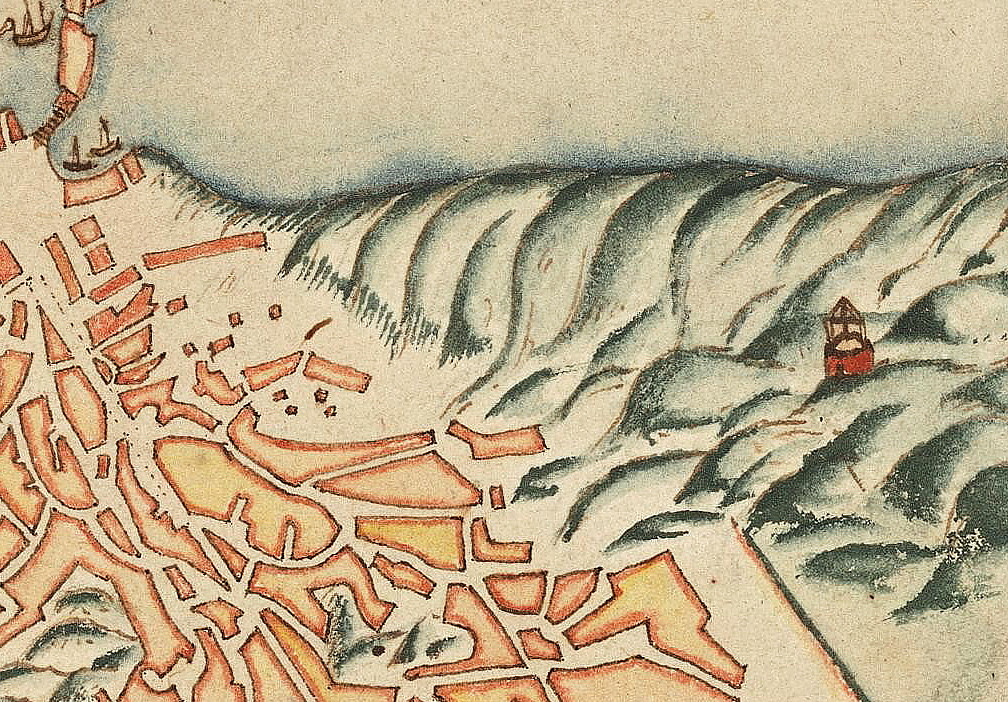
Del av Stockholmskarta visande östra Södermalm med Stigbergets avrättningsplats (den röda byggnaden till höger), 1642.

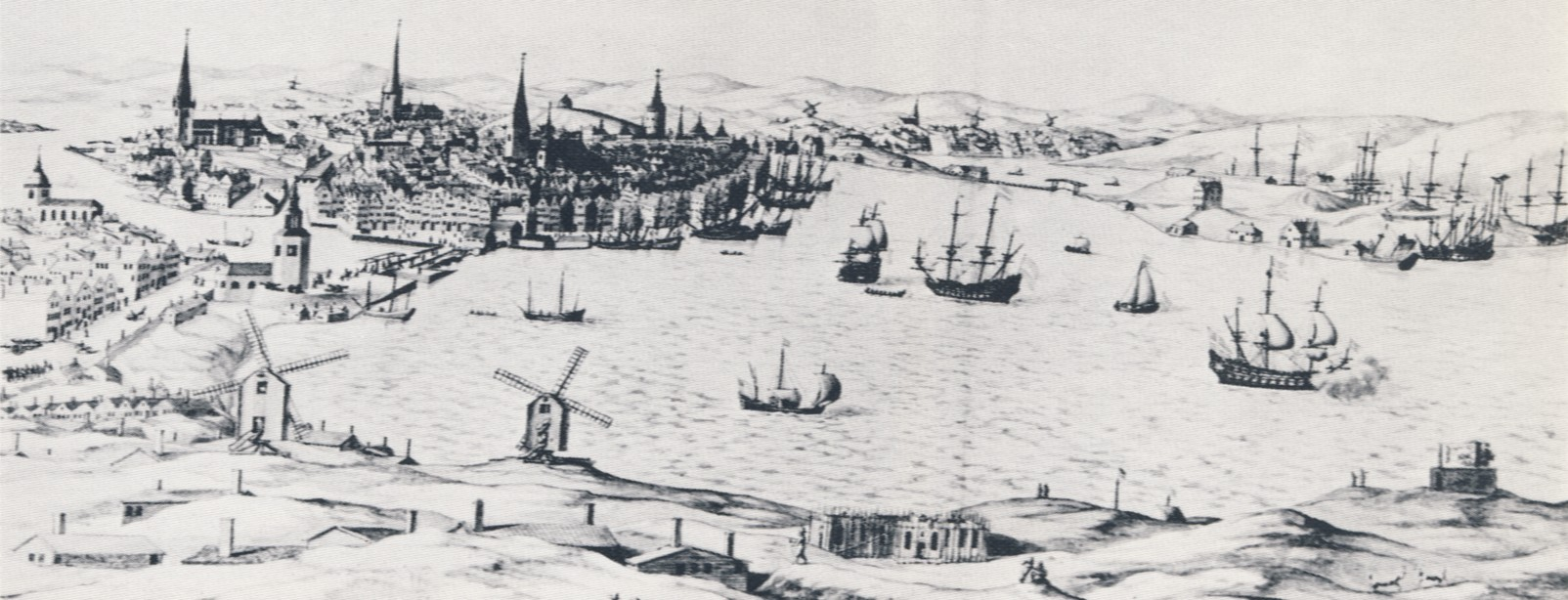
Vy från Södermalm mot norr åren 1661 eller 1662. I förgrunden syns Katarina kyrka under uppförande och längst till höger Södermalms galge.

Galgen låg på Stigberget och syns även på Vädersolstavlan som är en illustration av Stockholm år 1535. Under senare delen av 1600-talet när bebyggelsen ökade på Södermalm flyttades Stockholms permanenta avrättningsställe till en plats utanför Skanstull: galgbacken i Hammarbyhöjden. År 1887 avskaffades offentliga avrättningar i Sverige, varför galgbacken i Hammarbyhöjden revs. År 1907 uppfördes Navigationsskolan (numera Ersta Sköndal högskola) på platsen. På många sjökort från 1500- och 1600-talen är galgen inritad som ett sjömärke. 
Innan Stockholms galge restes uppe på Stigberget fanns liknande avrättningsplatser på andra ställen i stadens utkanter. Hur de äldre galgarna såg ut är oklart, men Stigbergets galge finns avbildad på flera teckningar och kartor. Den hade ett fundament av sten, byggt som ett lågt, runt torn. Ovanpå fundamentet reste sig tre stenpelare och på dessa låg grova träbjälkar vid vilka rep var fästade. 
Med sitt geografiska läge högt uppe på Södermalms höjder kunde galgen ses från stora delar av dåtidens Stockholm. Det var meningen, för man trodde på den avskräckande verkan en avrättning skulle ha. Kråkfåglar förknippades ofta med galgberget, de flög dit för att få sig en matbit av de avrättade liken. I mars 1652 rapporterade Stockholms överståthållare Schering Rosenhane i en skrivelse att man hade hängt tio personer samtidigt, men då var kapacitetstaket nått.
Hela området kring Stigberget var en illa omtyckt plats och kvarters- och gatunamn påminde om verksamheten. Här fanns Galgebergs gattan (1674) som är det äldsta kända namnet på dagens Fjällgatan och kvarteret Justitia. Stigbergets äldsta namn var Galgebærgith och är dokumenterat redan 1545. I trakten finns även Mäster Mikaels gata och kvarteret Mäster Mikael, som har sitt namn efter bödeln Mikael Reissuer. Han utövade sitt hantverk på Stigberget från 1635 till 1650. År 1650 blev Mikael Reissuer själv dömd för mord och avrättad av sin efterträdare.